# قزل‌کند سفلی
قزل کند سفلی، روستایی از توابع بخش مرکزی شهرستان بیجار در استان کردستان ایران است.

## جمعیت
این روستا در دهستان سیلتان قرار دارد و براساس سرشماری مرکز آمار ایران در سال ۱۳۸۵، جمعیت آن ۹۵ نفر (۲۱خانوار) بوده‌است. مردم این روستا به زبان ترکی آذربایجانی سخن می‌گویند.